# Sursa Q

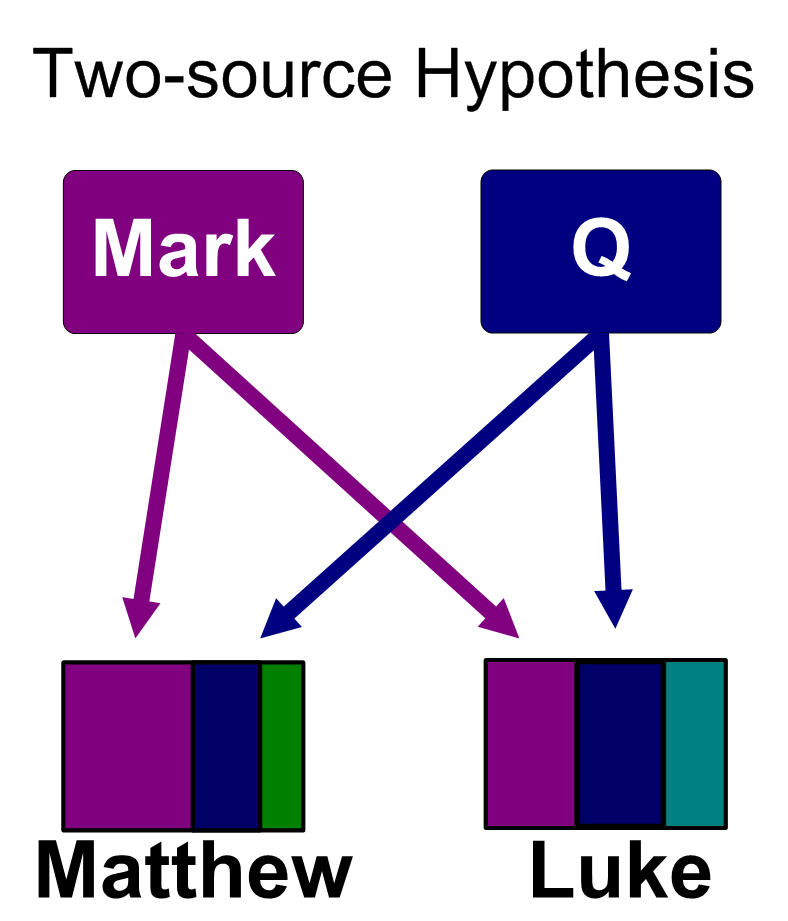
Marcu și Q ca surse pentru Matei și Luca

Sursa Q sau izvorul Q (în germană Quelle, de unde provine  Q) este sursa ipotetică pe care au avut-o la îndemnână deopotrivă evangheliștii Matei și Luca. Exegetul Johannes Weiss⁠(en)[traduceți] a susținut că sursa Q trebuie să fi fost folosită, alături de evanghelia după Marcu, la redactarea ultimelor două evanghelii sinoptice din Noul Testament (Matei și Luca). 
Împreună cu ipoteza priorității lui Marcu, care susține întâietatea evangheliei după Marcu între sinoptici, sursa Q este folosită și în "teoria celor două surse", soluția agreată în problema sinoptică.